# Sempronio Subisatti
Sempronio Subissati (Urbino, 1680-Madrid, 1758) fue un arquitecto y dibujante italiano, conocido por su actuación al servicio de Felipe V de España y su sucesor, Fernando VI.

## Biografía
Llegó a España hacia 1720, llamado por su maestro Andrea Procaccini. Este último trabajaba para Felipe V y su segunda esposa, la italiana, Isabel de Farnesio. Andrea Procaccini le llama para colaborar en los trabajos que realiza en el Real Sitio de San Ildefonso, al que quedará ligado Subissati el resto de su carrera.
A la muerte de Andrea Procaccini, heredó su cargo de director de las obras reales del Real Sitio de San Ildefonso, el 17 de junio de 1734. Por su parte, Domenico Maria Sani heredó de Procaccini el cargo de aposentador y jefe de la fuerriera.
Murió en Madrid en 1758.

## Obra
Sus obras más notables son arquitectónicas en el Real Sitio de San Ildefonso, entre las que destaca:
- el patio de la Herradura.[4]
- Fachada de la Real Colegiata de la Santísima Trinidad, parte del Palacio Real de La Granja de San Ildefonso, junto a su maestro Andrea Procaccini.
- la Casa de Oficios.
- la iglesia de Nuestra Señora del Rosario.
- el Sepulcro de Felipe V e Isabel de Farnesio.[5]

Además se conservan un gran número de sus dibujos en la Real Academia de Bellas Artes de San Fernando.

### Individuales
1. ↑  Spada, Gianfranco (2014). «Arquitectos italianos en España, relaciones y contexto». Zibaldone. Estudios italianos 2 (1): 49-65. ISSN 2255-3576. Consultado el 19 de julio de 2023.
2. ↑  Marías, Fernando (2005). «From Madrid to Cádiz: The Last Baroque Cathedral for the New Economic Capital of Spain». Studies in the History of Art 66: 138-159. ISSN 0091-7338. Consultado el 19 de julio de 2023.
3. ↑  Ordóñez Goded, Cristina (2016). De lacas y charoles en España: siglos XVI-XIX (Tesis de doctor). Madrid: Universidad Complutense de Madrid. p. 734.
4. ↑  Bottineau, Yves (1982). «L'art de cour dans l'Espagne de Philippe V 1700-1746 mise au point 1962-1982». Mélanges de la Casa de Velázquez 18 (1): 477-493. doi:10.3406/casa.1982.2379. Consultado el 19 de julio de 2023.
5. ↑  Sanz de Miguel, Carlos (2018). «El mausoleo del I duque de Montemar en el Pilar de Zaragoza: un encargo de Carlos III en honor a su memoria». Cuadernos Dieciochistas (19): 213-244. ISSN 1576-7914. Consultado el 19 de julio de 2023.
6. ↑  Real Academia de Bellas Artes de San Fernando. «Subissati, Sempronio». Academia Colecciones. Consultado el 19 de julio de 2023.